# Celbowo
Celbowo (deutsch Celbau) ist ein Dorf in der Landgemeinde Puck der polnischen Woiwodschaft Pommern.

## Geographische Lage
Die Ortschaft liegt im ehemaligen Westpreußen, etwa vier Kilometer südsüdwestlich der Stadt Puck (Putzig), zehn Kilometer nördlich der Stadt Wejherowo (Neustadt in Westpreußen) und vierzig Kilometer nördlich von Danzig.
In der Nähe befindet sich die Kreuzung der Woiwodschaftsstraßen 213 und 216.

## Geschichte

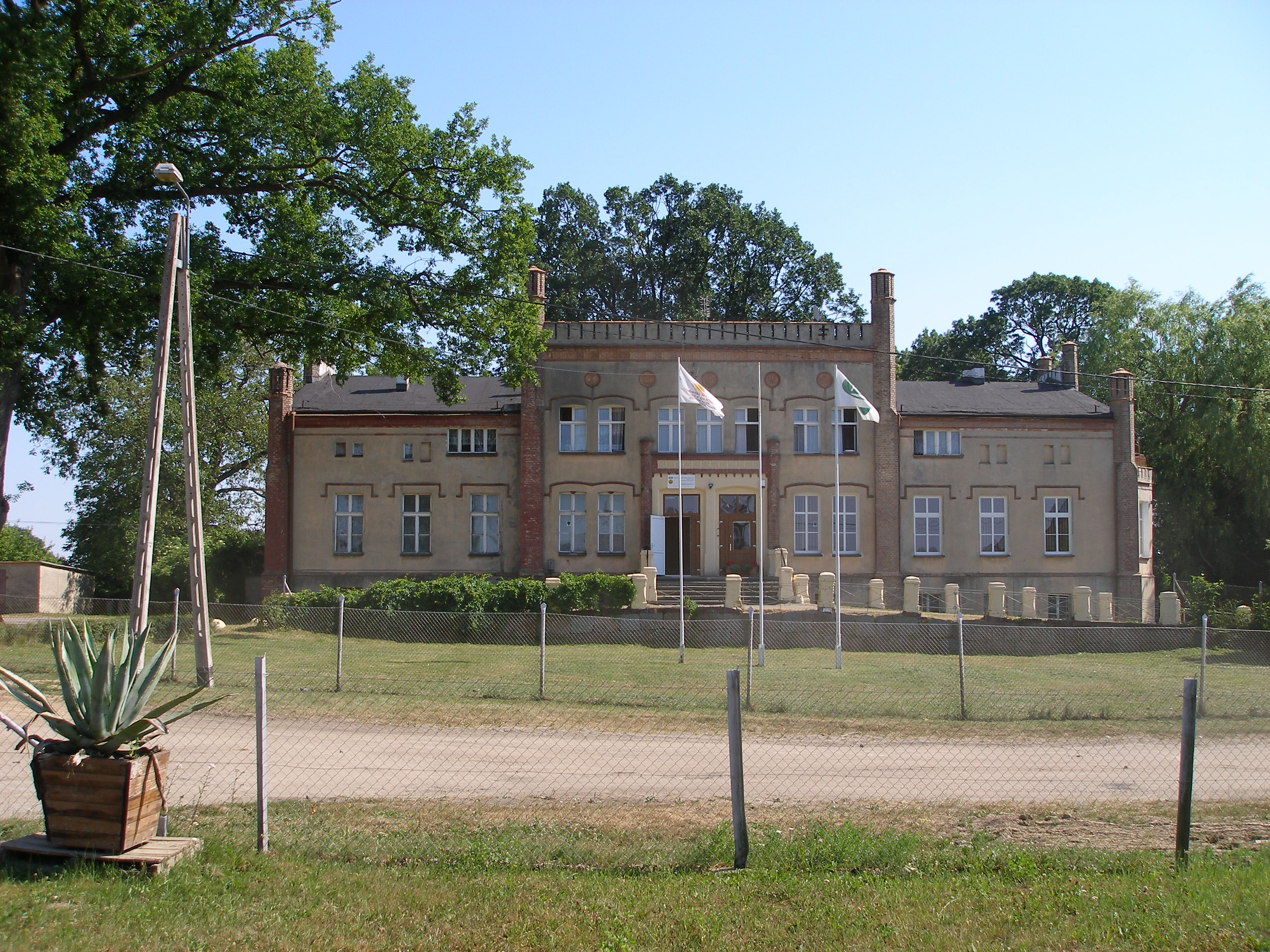
Herrenhaus des ehemaligen Ritterguts Celbau (Aufnahme 2010)

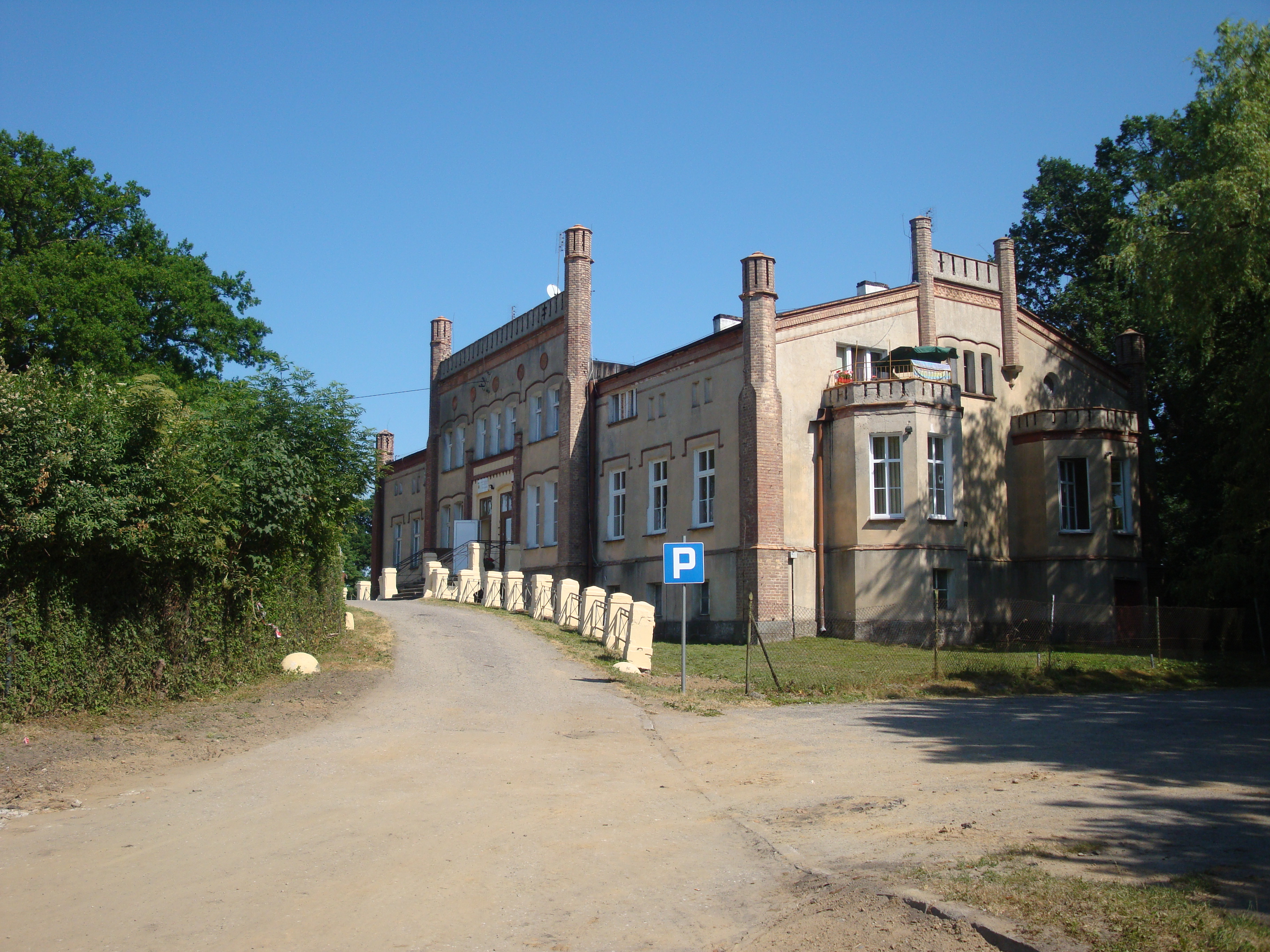
Einfahrt zum Herrenhaus (Aufnahme 2010)

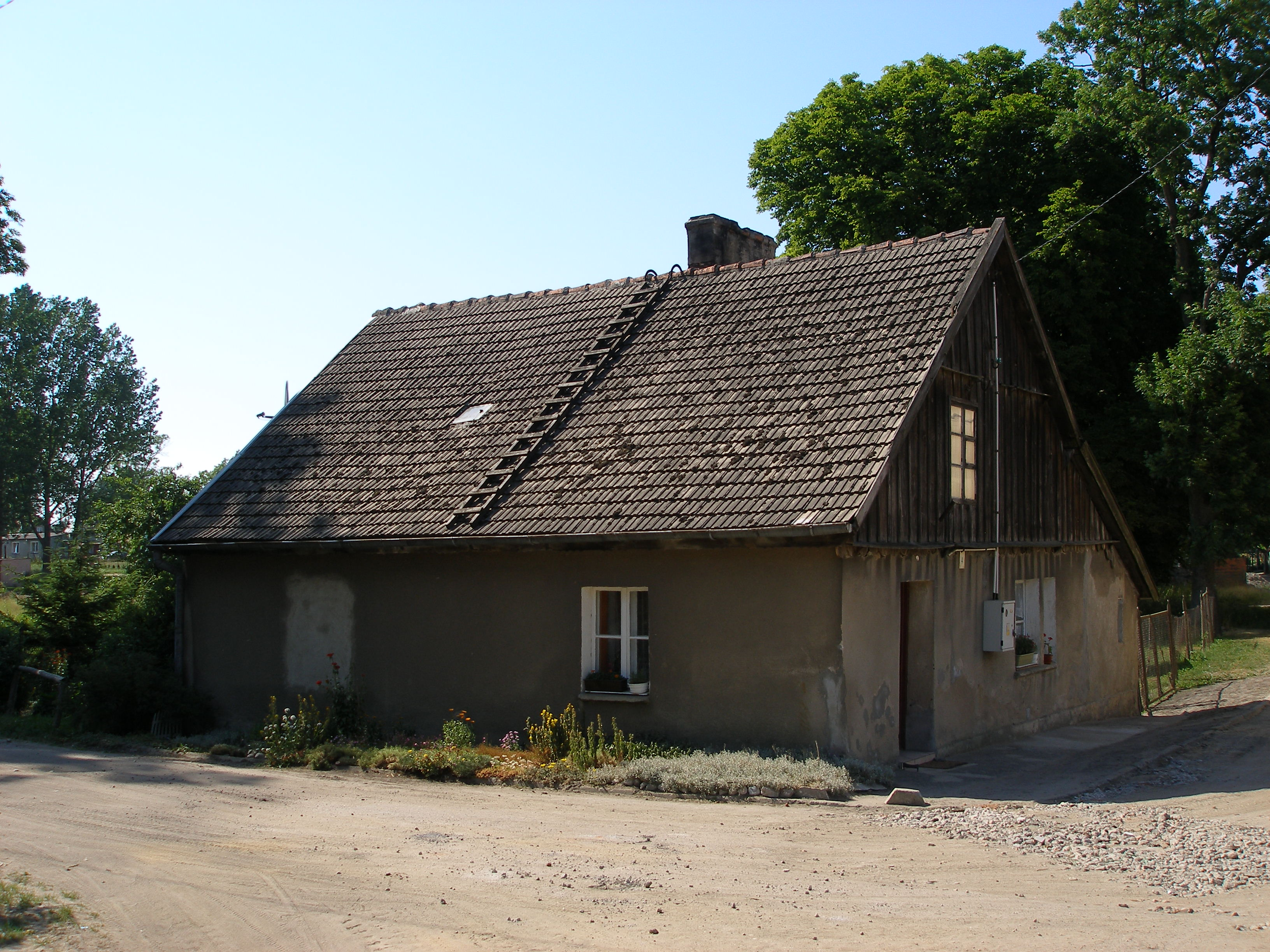
Wohngebäude im Dorf

Eine alte Handfeste erneuernd, gibt Johann Rumpenheim, Komtur des Deutschen Ordens in Danzig, am 4. Mai 1394 dreißig Hufen zu Czillibow an Jacob Brandeke.
Im Jahr 1785 wird Celbau oder Celbowo als ein königliches Gradialgut und Dorf mit neun Feuerstellen (Haushaltungen) bezeichnet.
Um die Wende vom 18. zum 19. Jahrhundert befand sich das Rittergut Celbau im Besitz des Putziger Stadtrichters Fähndrich; sein Neffe, der sich öfters über längere Zeit in dem Gut aufgehalten hatte, war Friedrich Gütte, Verwaltungsbeamter und seit 1819 Initiator der Gründung des Seebads Zoppot.
Bis 1919 gehörte der Gutsbezirk Celbau zum Kreis Putzig in der Provinz Westpreußen des Deutschen Reichs.
Nach Ende des Ersten Weltkriegs musste das Kreisgebiet mit dem Gutsbezirk Celbau aufgrund der Bestimmungen des Versailler Vertrags, mit Wirkung vom 20. Januar 1920, zum Zweck der Einrichtung des Polnischen Korridors an Polen abgetreten werden. Durch den Überfall auf Polen 1939 kam das Gebiet des Korridors völkerrechtswidrig an das Reichsgebiet und wurde dem Reichsgau Danzig-Westpreußen zugeordnet.
Gegen Ende des Zweiten Weltkriegs besetzte im Frühjahr 1945 die Rote Armee das Kreisgebiet. Soweit deutsche Einwohner nicht geflohen waren, wurden sie in der darauf folgenden Zeit aus Celbowo vertrieben und durch Polen ersetzt.
Das Dorf hat heute etwa dreißig Gebäude mit u. a. landwirtschaftlichen Betrieben. Im Ort steht ein im neogotischen Stil gebautes, palastartiges Herrenhaus. Es wurde im 19. Jahrhundert für die Danziger Brauerfamilie Rodenacker errichtet. Das Gebäude wird heute von einer landwirtschaftlichen Organisation genutzt, die Parkanlagen sind verfallen.

### Bevölkerungsentwicklung
| Jahr | Einwohner | Anmerkungen           |
| ---- | --------- | --------------------- |
| 1864 | 198       | [ 5 ]                 |
| 1871 | 201       | in zwölf Wohngebäuden |
| 1905 | 194       | [ 7 ]                 |
| 1910 | 225       | [ 8 ]                 |